# An-Nāsir Muhammad ibn Qalāwūn

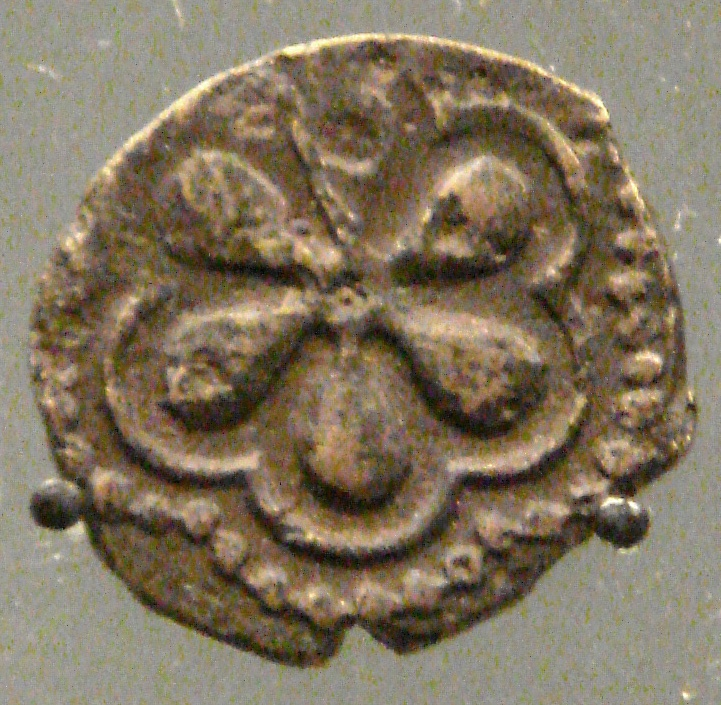
Kupfermünze des an-Nasir Muhammad ibn Qalawun

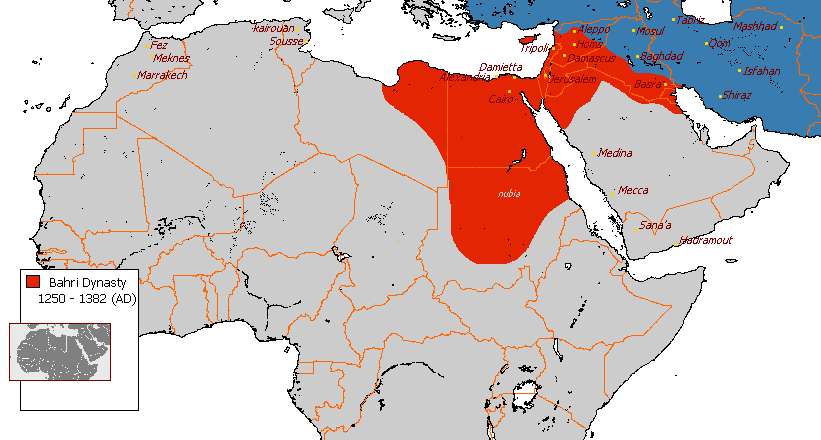
Das Reich der Mamluken

An-Nāsir Muhammad ibn Qalāwūn, auch al-Malik an-Nasir (arabisch الناصر محمد بن قلاوون, DMG an-Nāṣir Muḥammad ibn Qalāwūn; * 1284 oder 1285; † Juni 1341) war Sultan der Mamluken in Ägypten von 1293 bis 1341. Er war der bedeutendste Mamlukensultan der Bahri-Dynastie in Ägypten.

## Leben
An-Nasir war ein Sohn des Sultans Qalawūn († 1290). Nach der Ermordung seines Bruders Chalil (1290–1293) wurde er noch im Kindesalter von den Mamluken als Sultan eingesetzt. Die Regierung wurde wegen seiner Minderjährigkeit allerdings von einem Rat der Mamlukenemire ausgeübt, in dem Khetbuga bald den entscheidenden Einfluss errang. Dieser verfolgte die Mörder von Chalil und ließ sich 1294 selbst zum Sultan ausrufen. An-Nasir wurde nach Karak in die Verbannung geschickt.
Nach der Regierung von Khetbuga (1294–1296) und Ladschin (1296–1299) wurde an-Nasir 1299 erneut, nun vierzehnjährig, zum Sultan ausgerufen, stand aber unter der Aufsicht der Emire Salar und Baybars. Der junge an-Nasir musste im gleichen Jahr in Syrien dem Heer der Ilchane (angeblich 100.000 Mann) entgegentreten. Die Mongolen siegten zunächst im Dezember 1299 im Wadi al-Khazindas bei Hama und eroberten Damaskus. Die Mongolen gaben sich aber mit dieser Eroberung zufrieden. So konnte an-Nasir neue Truppen sammeln und zunächst den letzten Versuch der mit den Mongolen verbündeten Templer, auf der Insel Arwad bei Tartus einen Stützpunkt zu errichten, 1302 militärisch beenden. Im darauffolgenden Jahr gelang an-Nasir in der Schlacht bei Schaqhab (20./21. April 1303) ein entscheidender Sieg, der die mongolische Bedrohung für das Mamlukenreich beseitigte.
Trotz dieses großen Erfolgs wurde an-Nasir nach seiner Rückkehr nach Kairo von Salar und Baybars von der Regierung verdrängt. Zwar konnten diese die ägyptischen Beduinen nach einem Massaker (angeblich 16.000 Tote) unterwerfen (1306), doch geriet das Reich durch ein schweres Erdbeben (1303) und Feldzüge der Johanniter gegen das Nildelta, Akkon und Tartus in eine Krise. Um sich der Vorherrschaft der Emire zu entziehen, zog sich an-Nasir im April 1308 nach Karak im Jordangebiet zurück und verkündete seine Abdankung. Den Aufenthalt in Karak nutzte er, um Verbündete unter den Beduinen und den syrischen Mamluken zu finden, mit denen er schon 1309 seinen Nachfolger Baibars II. stürzte.
Nun konnte an-Nasir die Emire entmachten und die persönliche Regierung übernehmen. Er förderte in der Folgezeit den Bau von Bewässerungsanlagen. Außerdem wurden die  Finanzen reorganisiert, die Steuern für Großgrundbesitzer wurden erhöht und Abgaben auf Salz, Zucker, Geflügel etc. abgeschafft. Wegen vorangegangener Missernten wurde auch scharf gegen Wucherer vorgegangen. An-Nasir gelang gegen den Widerstand der Mamluken auch die Umverteilung der Militärlehen zu Gunsten des Sultans und der kämpfenden Truppen. Dadurch konnte die Bildung einer feudalen Mamlukenoberschicht zunächst aufgehalten werden.
Außenpolitisch begnügte sich an-Nasir mit der Sicherung des Reiches. So wurde 1323 ein Friedensvertrag mit den Il-Chanen von Persien abgeschlossen. Im Hedschas und in Nubien wurde die Oberhoheit durch Expeditionen abgesichert.
Der Wohlstand des Landes ermögliche eine umfangreiche Bautätigkeit und die Förderung der Wissenschaft. So wurde u. a. die Moschee auf der Kairoer Zitadelle errichtet. Eine kurzfristige Wirtschaftskrise wurde durch die Mekka-Pilgerfahrt des sagenhaft reichen Königs Mansa Musa vom Malireich im Jahre 1324 ausgelöst. Mehrere ägyptische Chronisten berichten übereinstimmend, dass durch die Einkäufe des Königs und seiner Begleiter soviel Gold auf den Markt von Kairo kam, dass der Goldpreis drastisch fiel. Der Preissturz muss nach modernen Berechnungen ungefähr 25 % betragen und soll sich erst Jahrzehnte später wieder erholt haben.
An-Nasir starb im Juni 1341. Nachdem die Emire ihm schwören mussten, als Nachfolger seine Nachkommen einzusetzen, wurden bis 1382 zwölf seiner Söhne und Enkel, meist im Kindesalter, als Sultane eingesetzt; sie unterstanden aber der Kontrolle der Emire. Letztere konnten ihre Macht weiter stärken, so dass sich die Mamluken zu einer mächtigen Feudalklasse entwickelten, gegen die die Sultane in Zukunft kaum regieren konnten.